# Eric Carr
Eric Carr, pseudonimo di Paul Charles Caravello (New York, 12 luglio 1950 – New York, 24 novembre 1991), è stato un batterista statunitense, noto per la sua militanza nei Kiss dal 1980 al 1991, anno della sua morte.

## Biografia

### Gli inizi
Paul Charles nacque a Brooklyn, quartiere di New York, il 12 luglio 1950. Figlio di genitori italiani provenienti da Palermo, da bambino coltivava la passione per la scienza, in particolare per l'astronomia e il suo primo strumento fu la tromba, strumento suonato anche dal nonno, che a lui non ha lasciato un buon ricordo. In seguito, il ragazzo frequentò la "High School of Music and Art", studiando arte, fotografia e musica.
Nei primi anni '60, un Paul adolescente, come tanti suoi coetanei di quell'epoca, fu un grande fan dei Beatles e, affascinato dal suono di Ringo Starr, si fece comprare un tamburo. Oltre a Starr, un altro suo idolo era Keith Moon degli Who e Paul suonò tante ore al giorno per poter emulare al meglio i suoi beniamini. Pochi anni dopo il padre passando davanti ad un negozio di musica in chiusura fissa si offre di aiutare a traslocare in cambio della batteria in vetrina, che darà finalmente la possibilità a Paul di suonare un'intera batteria. Nel 1964 forma il suo primo gruppo, "The Cellarmen", che suonava principalmente cover dei Beatles e per poi approdare, sul finire degli anni '60, nei "Salt & Pepper", una band di musica Rhythm and blues dove militò per nove anni.
Oltre alla musica, Paul lavora anche in una ditta di riparazione di elettrodomestici. Tramite alcuni musicisti con cui suonò, Paul entrò in contatto con Bill Aucoin, l'allora manager dei Kiss, il quale informò il batterista che la sua band aveva bisogno di un rimpiazzo dopo la dipartita di Anton Fig (batterista non ufficiale che sostituì Peter Criss). Ovviamente, Paul non si tirò indietro e decise di recarsi per l'audizione e dovette, su commissione di Aucoin, tagliarsi i baffi in quanto avrebbe rischiato di non partecipare all'incontro con la band, la quale teneva molto all'immagine.

### I KISS

Il trucco usato da The Fox nei Kiss

Sul finire del 1980, Paul partecipò all'audizione e Stanley, stando alle sue dichiarazioni, lo scelse (oltre alla sua bravura) per la sua semplicità ed umiltà (alla fine dell'audizione, il futuro batterista dei KISS chiese un autografo ai componenti della band convinto del fatto che non avrebbe più avuto un'occasione del genere) ed iniziò per lui la carriera con uno dei gruppi più popolari del periodo. Su consiglio dell'allora fidanzata, il neo-batterista del gruppo scelse di cambiare il suo nome, prima in "Rusty Blades" e poi in "Eric Carr". Come gli altri membri, egli doveva avere un make up che rappresentasse un personaggio. Inizialmente scelse quello di "The Hawk" (Il Falco), in seguito cambiato in "The Fox" (La Volpe), dato che disegnare la maschera del primo personaggio richiedeva troppo tempo. Con i KISS esordisce nel tour a supporto di Unmasked. Nel 1981 partecipò alle registrazioni del suo primo album con i KISS: Music from "The Elder", album che doveva essere la colonna sonora di un film in realtà mai prodotto. Il disco, comunque, ebbe un riscontro negativo a livello commerciale.
Nel 1982 vengono pubblicati due dischi: Killers, una raccolta che comprende anche quattro pezzi inediti (Nowhere to Run, I'm a Legend Tonight, Partners in Crime e Down on Your Knees), e Creatures of the Night, uno dei dischi oggi più apprezzati, anche se, nei primi mesi dall'uscita, le vendite dell'album faticano a decollare. Con Carr, la musica del gruppo divenne più dura e il batterista sfoggiò un drumming possente con una buona dose di tecnica, usando in maniera piuttosto rilevante la doppia cassa, strumento, fino a quell'istante, mai comparso nella musica dei Kiss (eccezione fatta per il brano Torpedo Girl presente nel disco Unmasked del 1980 con il succitato Anton Fig alla batteria). Inoltre Carr fu uno dei primi drummer ad adottare il tipico sound del rullante degli anni ottanta arricchito da effetti (come ad esempio il riverbero, che rendeva il suono decisamente più roboante) proprio a partire dall'album Creatures of the Night.
Eric sarà il batterista del gruppo per tutto il decennio ottantiano restante, quindi del periodo Glam metal dei Kiss senza make up, pubblicando altri dischi con buone vendite come Lick It Up (1983), Animalize (1984), Asylum (1985) e Crazy Nights (1987). Nel 1988 esce la raccolta Smashes, Thrashes & Hits con una versione di Beth (brano tratto da Destroyer cantato dal primo batterista Peter Criss) interpretata da Eric. Nel successivo disco, Hot in the Shade (1989), Eric, oltre a suonare la batteria nei vari pezzi dell'album, canta anche la canzone Little Caesar. In alcuni live, Carr cantò altri pezzi dei KISS come Young And Wasted (cantata sull'album Lick It Up da Gene Simmons) e Black Diamond (cantata sull'album Kiss da Peter Criss).

### La morte
Dopo il tour di Hot in the Shade (la sua ultima performance dal vivo avvenne il 9 novembre, 1990 al "Madison Square Garden" di New York), Eric a causa di problemi di salute è costretto ad abbandonare il gruppo. I medici diagnosticarono una forma di cancro al cuore che si formò nell'atrio destro dell'organo. Sfortunatamente, la malattia si estese fino ai polmoni ed Eric fu costretto ad una lunga degenza in ospedale a New York. Dopo aver effettuato la chemioterapia, Carr mostrava lenti miglioramenti di salute.
Simmons e Stanley desideravano ardentemente il suo ritorno nel gruppo, ma le sue pessime condizioni fisiche gli impedirono di proseguire. L'ultima performance di Carr con i KISS fu l'incisione del brano God Gave Rock N' Roll to You II, partecipando solamente ai cori dato che non era in grado di suonare la batteria (anche se il video lo ritrae dietro i tamburi, con indosso una parrucca per nascondere la calvizie dovuta alla chemioterapia). Il pezzo fu inserito nel successivo disco, Revenge (dove suona il suo sostituto, Eric Singer), oltre a Carr Jam 1981, che raccoglie una performance strumentale dei KISS risalente al 1981 dove Eric esegue anche un assolo di batteria (questa performance è la base del brano Breakout dei Frehley's Comet, band di Ace Frehley).
Eric sembrava riprendersi e i medici dichiararono che era completamente guarito. Fu una parentesi di gaudio di breve durata e, a due mesi dalla guarigione, nel mese di settembre, Carr venne ricoverato di nuovo per due inaspettate emorragie cerebrali. Questa volta non ci fu nulla da fare ed Eric morì il 24 novembre del 1991. La sua morte fu un profondo dolore per i KISS (con cui il batterista aveva instaurato un grande rapporto di amicizia) e fu un evento di lutto per il mondo del rock. Eric se ne andò lasciando la sua compagna, la playmate Carrie Stevens, che gli fu sempre vicino nel suo ultimo travagliato periodo di vita.
I fans, che all'inizio non sembravano accoglierlo caldamente, ricordano positivamente la sua personalità e la sua morte lasciò un vuoto dentro di loro. La morte di Eric ebbe mediaticamente poco risalto in quanto avvenne nella medesima data di quella di Freddie Mercury, celeberrimo cantante dei Queen. Anni dopo la sua morte, venne dato alle stampe un album a suo nome, Rockology (1999), pubblicato dall'amico e collega nei Kiss Bruce Kulick.

## Discografia

### Con i KISS
- Music from "The Elder" (1981)
- Killers (1982)
- Creatures of the Night (1982)
- Lick It Up (1983)
- Animalize (1984)
- Asylum (1985)
- Crazy Nights (1987)
- Smashes, Thrashes & Hits (1988)
- Hot in the Shade (1989)
- Revenge (1992) (Solo i brani Carr Jam 81 e Good Gave Rock 'N Roll To You II, poiché registrati prima della sua morte)
- The Box Set (2001) (Solo per i brani che vanno dal 1980 al 1991, in cui è stato batterista della band)

### Solista
- Rockology (1999)
- Unfinished Business (2011)

## Partecipazioni
Eric Carr ha collaborato con i seguenti artisti nella composizione e negli arrangiamenti di alcuni brani.
- Bryan Adams: collaborò per il pezzo Don't Leave Me Lonely" dall'album Cuts Like a Knife.
- Wendy O. Williams: suonò la batteria in "Legends Never Die" e partecipò alla composizione di "Ain't None of Your Business" dall'album WOW
- Frehley's Comet: co-scrisse il brano "Breakout" dall'album Frehley's Comet